# Dzaoudzi
Dzaoudzi – miasto na wyspie Pamanzi, w Majotcie, francuskiej posiadłości w archipelagu Komorów, na Oceanie Indyjskim; na wyspie Dzaoudzi, połączonej groblą z wyspą Pamanzi (Petite-Terre); 14 900 mieszkańców (2006); port handlowy (wywóz olejków eterycznych, kopry, wanilii), rybacki i jachtowy; port lotniczy. Do niedawna stolica tego terytorium. Trzecie co do wielkości miasto kraju.